# ブラッド・ファーザー
『ブラッド・ファーザー』（Blood Father）は、2016年制作のフランスのアクション映画。作家・脚本家のピーター・クレイグ原作の小説の映画化。クレイグは脚本も担当、メル・ギブソン主演。

## あらすじ
元犯罪者のジョン・リンクは血生臭い世界から足を洗い、現在はトレーラーハウスでアルコール中毒のリハビリをしながら暮らしていた。
そんなある日、彼のもとに数年前から行方不明になっていた一人娘のリディアが突然現れた。彼女はギャングとトラブルを起こしたため、ギャングだけでなく警察からも追われる身となっていた。
ジョンはそんな一人娘を守るため、これまでに培ったアウトローのサバイバル術を駆使して彼らと闘うことを決意する。

## キャスト
※括弧内は日本語吹替
- ジョン・リンク - メル・ギブソン（磯部勉）

元犯罪者。9年間の刑務所暮らしを経てアルコール中毒のリハビリをしながらトレーラーハウスで暮らしている。娘とは数年ぶりに会う。銃で撃たれそうになっても臆さない豪胆。
- リディア・リンク - エリン・モリアーティ（ブリドカットセーラ恵美）

ジョンの一人娘。裏社会の人間とつるむ素行不良。薬をやっている。
- ジョナ・ピンサーナ - ディエゴ・ルナ（宮本誉之）

リディアの恋人。おじは麻薬カルテルのボス。犯行に駆り出されたことで恐怖したリディアに射殺される。しかし、そう思われていたが実際には生き延びておりリンク父娘を追い詰めようとした。
- 牧師 - マイケル・パークス（小島敏彦）

ジョンにアウトローな生き方を教えた。
- カービー・カーティス - ウィリアム・H・メイシー（梅津秀行）

ジョンの友人。ジョナに捕まってしまい射殺される。
- アルトゥーロ・リオス - ミゲル・サンドバル（北島善紀）

ジョンの友人。刑務所に服役中。頭は切れるほう。
- チェリーゼ - デイル・ディッキー
- ジョーカー - リチャード・カブラル（英語版）
- シュープ - ダニエル・モンカダ
- 掃除屋 - ラウル・トルイロ（英語版）
- ジェイソン - トーマス・マン

ガレッジの店員。リンク父娘を助けた。